# Королевская кобра
Короле́вская ко́бра, или гамадриад (лат. Ophiophagus hannah) — вид змей из рода королевские кобры (Ophiophagus Günther, 1864) семейства аспидовых. Ранее считался единственным представителем рода. Является самой крупной ядовитой змеёй. Видовой эпитет hannah дан в честь Ханны Сары Валлих (англ. Hannah  Sarah Wallich), старшей дочери известного ботаника и хирурга Натаниэла Валлиха.
Отдельные экземпляры могут достигать длины 5,6 м, в среднем размеры взрослой кобры не превышают 3—4 м. Самый крупный известный экземпляр, изначально выловленный в Негри-Сембилан в 1937 году, в дальнейшем содержался в Лондонском зоопарке, его длина составляла 5,71 м.
Продолжительность жизни — более 30 лет. Растёт в течение всей жизни.

## Описание
Самая крупная ядовитая змея, живёт в тропических лесах разных типов, мангровых и бамбуковых зарослях, на высокотравных лугах, в Индии иногда встречается на чайных плантациях. Активна как в дневное, так и в ночное время, охотится на других змей, а также рептилий и птиц, поедает птичьи яйца, известны случаи нападения на человека.

## Ареал и места обитания
Распространена в Южной и Юго-Восточной Азии от крайнего востока Пакистана через Кашмир, северную и восточную Индию (на юг доходит до дельты Годавари), Непал, Бутан, Тибет, Мьянму, до восточного Китая (включая Гонконг), Вьетнама, Лаоса, Камбоджи и Таиланда (на юг предположительно до перешейка Кра). Ранее к этому виду относили также популяции Западных Гат и островов Малайского архипелага, однако в 2024 году они были выделены в самостоятельные виды рода Ophiophagus.
Занимает разнообразные местообитания. Предпочитает первичные леса, но может обитать в нарушенных лесах, манграх и сельскохозяйственных угодьях с остатками лесов. Иногда встречается на чайных плантациях и плантациях масличной пальмы.

## Образ жизни и поведение
Королевские кобры любят прятаться в пещерах и норах, а также заползают на деревья. Часть змей предпочитают какую-то определённую территорию, однако некоторые могут перемещаться на десятки километров (что было установлено с помощью слежения с использованием вживлённых радиомаяков).
Королевские кобры иногда обитают вблизи человека. Причина состоит в том, что в Азии масштабное сельскохозяйственное производство привело к значительному сокращению тропических лесов, в которых обитают королевские кобры; в то же время посевы привлекают грызунов, грызуны привлекают сравнительно небольших змей, а те, в свою очередь, составляют рацион королевской кобры.
Королевские кобры могут поднимать голову вертикально до трети передней части своего тела, они также способны перемещаться в таком положении. Когда одна королевская кобра встречает другую, она пытается коснуться её макушки, чтобы показать своё доминантное положение, а змея, которой она так коснулась, сразу же пригибается и уползает.
Обороняясь и делая пугающие выпады в направлении человека, который её побеспокоил, королевская кобра способна издавать характерные лающие звуки, используя не слишком большие возможности своего дыхательного аппарата. Среди змей наряду с королевской коброй лишь Крысиная змея Бэйрда способна издавать звуки посредством дыхательных движений.

## Яд
Королевская кобра регулирует расход яда при нападении, закрывая протоки ядовитых желез посредством мышечных сокращений. Количество расходуемого яда зависит от размеров жертвы и обычно почти на порядок превышает смертельную дозу. Чаще всего, пытаясь отпугнуть человека, змея делает «холостые» укусы, вообще не впрыскивая яда. Видимо, это связано с тем, что яд необходим кобре прежде всего для охоты, и случайные или ненужные потери нежелательны.
Яд королевской кобры обладает в основном нейротоксическим действием. Токсин яда блокирует мускульные сокращения, что вызывает паралич дыхательной мускулатуры, остановку дыхания и смерть. Его силы и объёма (до 7 мл) хватает, чтобы вызвать смерть человека за 15 минут уже после первого полноценного укуса. В таких случаях вероятность гибели может превышать 75 %. Но, с учётом всех особенностей поведения королевской кобры, в целом лишь 10 % укусов становятся смертельными для человека. В Индии случаи гибели от укуса королевской кобры редки, при том, что ежегодно от укусов ядовитых змей в стране гибнет до 50 тысяч человек.

## Питание
В природе королевская кобра питается преимущественно другими видами змей, в том числе и сильно ядовитыми, за что и получила своё родовое название — Ophiophagus hannah («поедатель змей»). Нередко нападает на змей, которые уже охотятся на кого-то. Иногда поедает небольших варанов. Для этого вида обычен каннибализм, как в условиях неволи, так и в природе.
Может обходиться без еды около трёх месяцев — время, в течение которого самка неотлучно охраняет кладку яиц.

## Линька
В лабораторных условиях было показано, что самки линяют в среднем 5,2 раза в год, а самцы — 6 раз в год. Линька длилась 5—11 дней. После линьки становится уязвимой и в поисках укромного и тёплого места может заползти в жилище человека, причиняя тем самым немало беспокойства его обитателям.

## Размножение
Столкнувшись на одной территории, самцы могут устраивать между собой ритуальные бои, при этом они не наносят друг другу укусов. Возле самки остаётся победивший самец. При этом, если самка уже оплодотворена другим самцом, нередки случаи, когда победивший самец нападает на самку и убивает её, после чего пожирает. Если же полностью поглотить убитую самку не удаётся из-за её большого размера, он её отрыгивает.
Спариванию предшествует непродолжительное ухаживание самца, в ходе которого он убеждается, что самка не представляет для него опасности (самка также может напасть на самца и убить его). После этого происходит спаривание, которое длится около часа.
После спаривания самка будет готова отложить яйца приблизительно через месяц. Уникальность королевских кобр в том, что самец и самка создают постоянную пару на весь сезон размножения. Самка строит гнездо для яиц, что совершенно не характерно для других змей. Гнездо строится на небольшой возвышенности, чтобы в случае наводнения во время тропических ливней его не затопило. Оно представляет собой кучу из гниющей лесной подстилки около метра в поперечнике, в которую самка откладывает 20—40 яиц и в дальнейшем постоянно поддерживает температуру 26—28℃, увеличивая или уменьшая кучу. Так обеспечивается оптимальный температурный режим развития яиц за счёт гниения растительности. Гнездо всегда располагается не далее нескольких сот метров от источника воды (ручья или реки).
Инкубация составляет около 100 дней.
Самки всегда охраняют себя и свое потомство, становясь очень агрессивными и нападая на всех, кто приближается к ним — от мелких животных до слонов и человека. В это время токсичность яда самки настолько увеличивается, что укус может убить даже слона. От укуса королевской кобры слон погибает в течение 3 часов.
Незадолго до вылупления детёнышей самка покидает гнездо и отправляется на поиски пищи; биологический смысл этого в том, что змея в противном случае может съесть собственное потомство.
После вылупления детёныши держатся возле гнезда приблизительно сутки, поедая оставшийся желток яиц. Детеныши уже сильно ядовиты, но, тем не менее, очень уязвимы и часто становятся целью более крупных хищников. В конечном счёте до взрослого состояния доживают лишь 1 или 2 экземпляра из 25.

## Содержание в неволе
Королевские кобры редко содержатся в зоопарках из-за крайней опасности для жизни человека; кроме того, при содержании в неволе редко удаётся перевести королевских кобр на питание крысами. Ещё реже поддаются разведению.

## Охрана
В Индии отлов, содержание, убийство королевских кобр запрещено законом, за это предусмотрено наказание в 6 лет тюремного заключения. Вид внесён в Приложение II CITES, находится под охраной закона в Индии, Китае и Вьетнаме. В международной Красной книге относится к числу уязвимых видов, его численность на неохраняемых территориях повсеместно сокращается из-за обезлесения.